# Воронец красный
Воронец красный (лат. Actaea rubra) — вид травянистых растений рода Воронец (Actaea) семейства Лютиковые (Ranunculaceae), распространённый в Скандинавии, Восточной Европе, Западной и Восточной Сибири, на Дальнем Востоке. В литературе и интернет-источниках чаще встречается как Воронец красноплодный по устаревшему синонимичному названию лат. Actaea erythrocarpa. 

## Ботаническое описание
Ядовитое многолетнее травянистое растение, 30—70 (90) см высотой. Корневище подземное, горизонтально расположенное, толстое, укороченное, многоглавое. Стебли прямостоячие, травянистые, обычно одиночные, реже в числе нескольких на корневище; гладкие или слегка опушённые в верхней части короткими, курчавыми волосками; при основании одеты бурыми чешуями. Листья светло-зелёные, очерёдные, крупные, в числе 2—3 на побеге, дважды или трижды тройчатосложные (трёхраздельные); листочки продолговато-яйцевидные, яйцевидно-ланцетные или узкоэллиптические, по краям надрезанные и пильчато-зубчатые, конечные — длиннозаострённые, при основании обычно клиновидные.
Цветки мелкие, белые или желтовато-белые, собраны в короткую овальную кисть, которая при плодах вытягивается и приобретает цилиндрическое очертание. Цветоножки тонкие, крепкие, прямо отстоящие от цветоноса, с плёнчатыми опадающими прицветниками при основании, при плодах остаются зелёными или становятся слегка красноватыми. Чашелистиков 4—6, белые или зеленоватые, быстро опадающие. Лепестки-нектарники мелкие, белые, в числе 2—6, слегка удлинённые, лопатчатые, яйцевидные или эллиптические, при основании суженные в ноготок, на верхушке округлые или слегка заострённые, почти равные завязи. Тычинки белые, многочисленные, длинные, утолщённые в верхней части, на нитевидных нитях, в 1,5—2 раза длиннее лепестков и чашелистиков. Пестик один, округло-эллиптический с сидячим рыльцем. Плоды — многосемянные, ягодообразные, ярко-красные (реже беловатые) многолистовки, 7—10 мм длиной и 5—6 мм шириной. Семена ямчато-сетчатые, до 3 мм длиной. Цветение в мае—июне; плодоношение в июле—августе. 2n=16.

## Охранный статус
Вид внесён в Красные книги некоторых субъектов России:
- Республика Татарстан (охраняется на территории национального парка «Нижняя Кама», памятников природы «Зоостанция КГУ — массив Дачный» и «Семиозёрский лес»)[3]
- Чувашская республика (известно несколько местонахождений на севере республики, в том числе в парке 500-летия города Чебоксары)[4]
- Ивановская область (растёт в зоне охраняемого ландшафта Плёсского музея-заповедника)[5]
- Костромская область (встречается на территории заказника «Сусанинское болото»)[6]
- Курганская область (охраняется в составе памятника природы «Ирюмские ельники»)[7]
- Ленинградская область (произрастает в границах природного парка «Вепсский лес», в том числе в резерватах «Висячие озера» и «Урья-Канжая»)[8]
- Нижегородская область (охраняется на территории природного парка «Воскресенское Поветлужье», заказника «Ичалковский» и других ООПТ)[9]
- Омская область (встречается в лесах по склонам долин Иртыша, Бызовки и других рек)[10]
- Тверская область (обнаружено единственное местонахождение в окрестностях села Тухани Сандовского района)[11]
- Ярославская область (вид встречается только на территории Любимского района)[12]

## Классификация

### Таксономия
Actaea rubra (Aiton) Willd., 1809, Enum. Pl. : 561
Вид Воронец красный относится к роду Воронец (Actaea) семейства Лютиковые (Ranunculaceae) порядка Лютикоцветные (Ranunculales). Кладограмма в соответствии с Системой APG IV по состоянию на декабрь 2023 года:
|  |                                      |  |                                   |                                   |                     |  | ещё 6 семейств | ещё 6 семейств |                 |  |                        |  | еще 30 подтвержденных видов и 7 видов, ожидающих подтверждения | еще 30 подтвержденных видов и 7 видов, ожидающих подтверждения |  |
|  |                                      |  |                                   |                                   |                     |  | ещё 6 семейств | ещё 6 семейств |                 |  |                        |  | еще 30 подтвержденных видов и 7 видов, ожидающих подтверждения | еще 30 подтвержденных видов и 7 видов, ожидающих подтверждения |  |
|  |                                      |  |                                   | порядок Лютикоцветные             |                     |  |                |                | род Воронец     |  |                        |  |                                                                |                                                                |  |
|  |                                      |  |                                   | порядок Лютикоцветные             |                     |  |                |                | род Воронец     |  | 1 внутривидовой таксон |  |                                                                |                                                                |  |
|  | отдел Цветковые, или Покрытосеменные |  |                                   |                                   | семейство Лютиковые |  |                |                | Воронец красный |  |                        |  |                                                                |                                                                |  |
|  | отдел Цветковые, или Покрытосеменные |  |                                   |                                   |                     |  |                |                |                 |  |                        |  |                                                                |                                                                |  |
|  |                                      |  | ещё 63 порядка цветковых растений | ещё 63 порядка цветковых растений |                     |  |                | ещё 53 рода    | ещё 53 рода     |  |                        |  |                                                                |                                                                |  |
|  |                                      |  |                                   | ещё 63 порядка цветковых растений |                     |  |                |                | ещё 53 рода     |  |                        |  |                                                                |                                                                |  |

## Синонимы
- Actaea alba Mill
- Actaea americana Pursh
- Actaea americana var. alba (L.) Pursh
- Actaea americana var. rubra (Aiton) Pursh
- Actaea arguta Nutt.
- Actaea arguta var. pauciflora R.R.Gates
- Actaea arguta var. viridiflora (Greene) Tidestr. & Kittell
- Actaea aspleniifolia Greene
- Actaea brachypetala DC.
- Actaea brachypetala var. alba (L.) DC.
- Actaea brachypetala var. rubra (Aiton) DC.
- Actaea californica Greene
- Actaea caudata Greene
- Actaea erythrocarpa (Fisch.) Kom.
- Actaea erythrocarpa f. kamtschatika Kom.
- Actaea longipes Spach
- Actaea rubra f. arguta (Nutt.) Huth
- Actaea rubra f. rubra
- Actaea rubra subsp. arguta (Nutt. ex Torr. & A.Gray) Hultén
- Actaea rubra subsp. rubra
- Actaea rubra var. arguta (Nutt.) M.A.Lawson
- Actaea rubra var. arguta (Nutt. ex Torr. & A.Gray) G.Lawson
- Actaea rubra var. dissecta Britton
- Actaea rubra var. gigantea R.R.Gates
- Actaea rubra var. rubra
- Actaea spicata f. arguta (Nutt. ex Torr. & A.Gray) Huth
- Actaea spicata subsp. arguta (Nutt.) Hultén
- Actaea spicata subsp. arguta (Nutt. ex Torr. & A.Gray) A.E.Murray
- Actaea spicata subsp. erythrocarpa (Fisch.) Hultén
- Actaea spicata subsp. rubra (Ait.) Hultén
- Actaea spicata var. alba L.
- Actaea spicata var. arguta (Nutt. ex Torr. & A.Gray) Torr.
- Actaea spicata var. dissecta (Britton) K.C.Davis
- Actaea spicata var. erythrocarpa Fisch.
- Actaea spicata var. rubra Aiton
- Actaea viridiflora Greene
- Actaea viridiflora var. clementiorum R.R.Gates
- Actaea vulgaris var. erythrocarpa (Fisch.) Spach
- Christophoriana alba Nieuwl.
- Christophoriana arguta Lunell
- Christophoriana arguta var. alabastrina Lunell
- Christophoriana rubra Nieuwl.
- Dipleina umbellata Raf.